# Guennadi Rozhdéstvenski
Guennadi Nikoláyevich Rozhdéstvenski (en ruso: Геннадий Николаевич Рождественский; Moscú, 4 de mayo de 1931-ibídem, 16 de junio de 2018) fue un director de orquesta ruso, especialista en la interpretación de la música del siglo XIX y XX de autores rusos como Piotr Ilich Chaikovski, Serguéi Prokófiev, Dmitri Shostakóvich, Alfred Schnittke, Sofiya Gubaidúlina o Edison Denísov.

## Biografía
Hijo de músicos, cambió su apellido paterno (Anósov) por el materno Rozhdéstvenski para su carrera profesional. Su padre ejercía como profesor de dirección en el Conservatorio de Moscú mientras que la madre trabajaba como cantante en el Teatro Bolshói. Su primera formación musical la recibió en el Instituto Gnessin de Música para poco después pasar al Conservatorio de Moscú y estudiar piano y dirección bajo la tutela de Lev Oborin y de su propio padre. 
A los veinte años, Rozhdéstvenski debutó como director en el Bolshói por medio de un ballet El cascanueces de Chaikovski y poco después conquistó los galardones de dirección orquestal en los Festivales de Juventud de Bucarest, Berlín y Varsovia, adquiriendo reputación en la URSS como una de las más firmes promesas de la dirección orquestal. Entre 1951 y 1961, Rozhdéstvenski ejerció como director en el Teatro Bolshói asistiendo al maestro Yuri Fayer. Dirigió una de las primeras interpretaciones de la Sinfonía nº10 de Shostakóvich en 1955 al sustituir por enfermedad a Samuel Samosud. 
Rozhdéstvenski se presentó al año siguiente en Inglaterra al frente de la compañía del Teatro Bolshói. Cuatro años después, en 1959, Rozhdéstvenski dirigió el estreno de la ópera Guerra y Paz de Prokófiev en el Bolshói. A partir de la década de los sesenta, Rozhdéstvenski se convirtió en una de las mayores figuras musicales de la URSS, al ser nombrado director titular de la Orquesta Sinfónica de la Radio de Moscú en 1961, en la que permaneció hasta 1974, y alternar esa labor con la dirección musical del Teatro Bolshói desde 1964 hasta 1970. Ese mismo año, Rozhdéstvenski debutó en el Covent Garden con el Borís Godunov de Músorgski. En 1972, Rozhdéstvenski fue el fundador y primer director de la Ópera de Cámara de Moscú y empezó a dirigir con frecuencia como invitado en el extranjero.
En 1974, Rozhdéstvenski sucedió a Antal Doráti al frente de la Orquesta Filarmónica de Estocolmo y se convirtió en el primer director soviético que, sin abandonar su residencia en la URSS, dirigía una orquesta occidental. En 1978, fue designado director de la Orquesta Sinfónica de la BBC de Londres hasta 1981. En 1981, se puso al frente de la Orquesta Sinfónica de Viena por un período de dos temporadas. Durante esta época, Rozhdéstvenski también ejercía de docente de dirección orquestal en el Conservatorio de Moscú, en la Academia de Música de Viena y, a partir de 1987, en la Accademia Chigiana de Siena. 
Rozhdéstvenski regresó de nuevo permanentemente a Rusia en 1982 para hacerse cargo de la recién creada Orquesta Sinfónica del Ministerio de Cultura de la URSS, formación con la que realizó una extensa labor discográfica. Ya en 1991, Rozhdéstvenski volvió a ser nombrado titular de la Orquesta Filarmónica de Estocolmo en sustitución de Paavo Berglund durante cuatro temporadas. En 2000, Rozhdéstvenski también volvió a asumir funciones directivas en el Teatro Bolshói de Moscú.
Interesado en la música contemporánea, estrenó numerosas obras de compositores soviéticos, entre otras, El sol de los incas (1964) de Edison Denísov, y también tocó por primera vez en Rusia obras de autores extranjeros, como el Sueño de una noche de verano de Benjamin Britten. Asimismo, muchas composiciones están dedicadas a él, como la sinfonía de Sofía Gubaidúlina Stimmen... Verstummen...
En 1969, se casó con la pianista Viktoria Póstnikova.

## Estilo musical
Dotado de gran cultura musical y poseedor de una impecable técnica, Gennadi Rozhdéstvenski combina un alto grado de espontaneidad con un gran sentido de la estructuración formal, convirtiendo sus ejecuciones en un discurso del todo lógico y no exento de emoción. Su gesto sobrio, apoyado por regla general en el uso de una batuta de grandes dimensiones, provoca un cierto hipnotismo en los músicos, máxime cuando acostumbra a moverse sobre los primeros atriles de la cuerda en los conciertos como si de un ensayo se tratase (Rozhdéstvenski no suele servirse de podio durante sus apariciones). En su peculiar estilo de dirigir, la elocuencia de su señalización va encaminada a poner de relieve la expresividad con un altísimo sentido del ritmo, muy en la tradición rusa, con lo que la vivacidad adquiere un gran protagonismo en muchas de sus versiones.
De amplio repertorio, su centro de atención se basa principalmente en la música rusa de finales de siglo XIX y de todo el siglo XX, siendo uno de los mejores especialistas de su generación en la obra de Chaikovski, Sibelius, Prokófiev y Shostakóvich. Además, Rozhdéstvenski ha sido uno de los pocos directores que han grabado la totalidad de las sinfonías de Bruckner. Por otra parte, también ha destacado como un gran teórico de la dirección orquestal y ha publicado numerosos escritos sobre técnica de dirección y sobre otros muchos aspectos de la interpretación musical.

## Ediciones
Rozhdéstvenski editó el segundo volumen de las obras de Dmitri Shostakóvich publicado en 1984, en el que están incluidas las sinfonías n.º 3 y 4.

## Grabaciones discográficas
Con la Orquesta Sinfónica del Ministerio de Cultura de la URSS grabó las sinfonías de Dmitri Shostakóvich, Alexander Glazunov, Anton Bruckner, Alfred Shnitke, Arthur Honegger y Ralph Vaughan Williams. 
- Borodín, Aleksandr: Sinfonía n.º 1; «Danzas polovtsianas» del Príncipe Ígor.
- Denísov, Edison: Pintura.
- Duke, Vernon: Zéphyre et Flore, ballet.
- Glazunov, Aleksandr: El rey de los judíos, música incidental: Poema lírico, Procesión solemne, escenas de ballet.
- Jachaturián, Aram: Gayaneh (suite del ballet).
- Jrénnikov, Tijon: Sinfonía n.º 2; Concierto para violonchelo (con Rostropóvich),
- Kikta, Valery: Noëls d'Ukraine, Fresques de Sainte-Sophie.
- Músorgski, Modest: La boda (ópera); Una noche en el monte Pelado (poema sinfónico).
- Prokófiev, Serguéi: Sinfonías, Pedro y el lobo (narrador: Gérard Philipe); ballets: Romeo y Julieta, Cenicienta, La fleur de pierre, El bufón, Sobre el Dniepr, Hamlet; Cantatas: El niño perdido.
- Rajmáninov, Serguéi: Sinfonía n.º 2 (versión completa), "El Acantilado" fantasía sinfónica,
- Rimski-Kórsakov, Nikolái: "Shéhérazade", "Capricho Español", "La Gran Pascua Rusa"...
- Shchedrín, Rodión: Sinfonía n.º 2 , Stikhira.
- Shostakóvich, Dmitri: La Nariz, ópera; Moscou, quartier des Cerises, opereta; Conciertos para violín (con Óistraj).
- Schnittke, Alfred: Cantata "Doctor Fausto".
- Stravinski, Ígor: El beso del hada (ballet).
- Chaikovski, Piotr: ballets "El Lago de los Cisnes", "Cascanueces", "La Bella Durmiente", las 6 sinfonías, "Manfred", el "Capricho Italiano", "La Tempestad", "Romeo y Julieta" y las óperas raras "Opríchnik" y "Cherevichki",
- Cherepnín, Nikolái: Narciso y Eco (ballet).
- Tíschchenko, Borís: Sinfonía n.º 6,
- Vainberg, Moishei: Concierto para violonchelo (con Rostropóvich).

## Orquestas

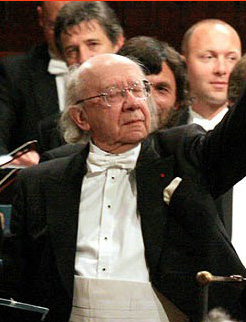
Gennadi Rozhdéstvenski en el concierto de clausura del Festival Primavera de Praga (2007).

Rozhdéstvenski ha dirigido a las principales orquestas del mundo, entre otras a la Orquesta Filarmónica de Berlín, la Orquesta Real del Concertgebouw de Ámsterdam, la Orquesta Sinfónica de Boston, la Orquesta Sinfónica de Chicago, la Orquesta de Cleveland y la Orquesta Sinfónica de Londres. Su relación ha sido especialmente estrecha con las agrupaciones sinfónicas que se consignan abajo:
| Predecesor: Aleksandr Gauk      | Director musical, Orquesta Sinfónica Chaikovski de la Radio de Moscú 1961–1974        | Sucesor: Vladímir Fedoséyev         |
| Predecesor: Yevgueni Svetlánov  | Director musical, Teatro Bolshói de Moscú 1965–1970                                   | Sucesor: Yuri Símonov               |
| Predecesor: Antal Doráti        | Director principal, Real Orquesta Filarmónica de Estocolmo 1974–1977                  | Sucesor: Yuri Ahronóvich            |
| Predecesor: Rudolf Kempe        | Director principal, Orquesta Sinfónica de la BBC 1978–1981                            | Sucesor: John Pritchard             |
| Predecesor: Carlo Maria Giulini | Director principal, Orquesta Sinfónica de Viena 1980–1982                             | Sucesor: Georges Prêtre             |
| Predecesor: Maksim Shostakóvich | Director principal, Orquesta Sinfónica del Ministerio de Cultura de la URSS 1981–1992 | Sucesor: Valeri Polyanski           |
| Predecesor: Paavo Berglund      | Director principal, Real Orquesta Filarmónica de Estocolmo 1991–1995                  | Sucesor: Andrew Davis y Paavo Järvi |

## Premios y distinciones
Premios Óscar
| Año  | Categoría                                  | Película           | Resultado |
| ---- | ------------------------------------------ | ------------------ | --------- |
| 1959 | Mejor orquestación de una película musical | The Bolshoi Ballet | Nominado  |